# Oolibama
Oolibama o Aolibama (Ebraico: אָהֳלִיבָמָה) è una figura femminile biblica, menzionata nella Genesi.
Era una donna cananea, figlia di Aná: divenne moglie di Esaù. La coppia ebbe tre figli maschi: Jeus, Jalão e Coré, i progenitori delle tre tribù degli Edomiti o Idumei, presso i quali il nome Oolibama fu dato anche a individui di sesso maschile.